# 葛丽鹤

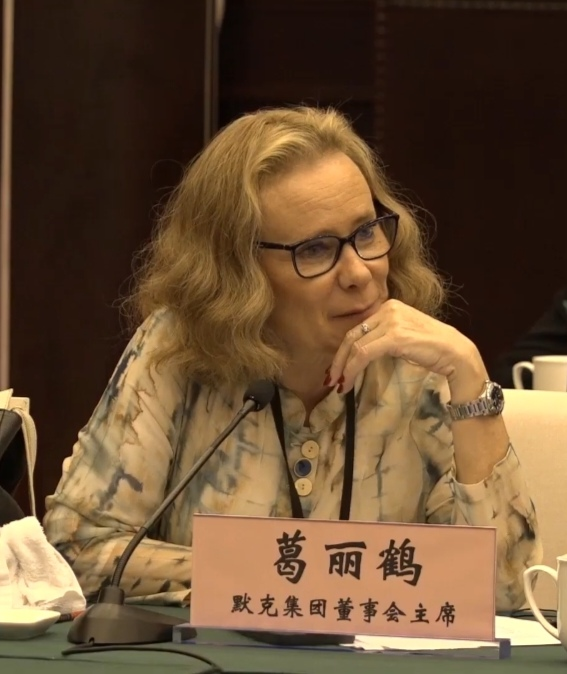
2024年访问重庆

葛丽鹤（Belén Garijo López，1960年7月31日—）是一名西班牙女医生和企業高管。

## 生平
曾在美國雅培工作。2021年5月出任默克集团首席执行官。她也是一位皇家馬德里足球俱樂部的球迷。